# Unnersdorf
Unnersdorf ist ein Gemeindeteil der oberfränkischen Stadt Bad Staffelstein im Landkreis Lichtenfels.

## Geografie
Unnersdorf liegt etwa sieben Kilometer südwestlich von Lichtenfels in einem rechten Seitental nördlich des Mains. Der Roßbach, ein Mainzufluss, fließt durch den Ort. Die Staatsstraße 2204 von Autenhausen nach Bad Staffelstein quert in Unnersdorf den Main. Durch den Ort verläuft der Fränkische Marienweg.

## Geschichte
Unnersdorf wurde im 9. Jahrhundert erstmals in den Traditionen des Klosters Fulda genannt, die auf einer Abschrift im Codex Eberhardi aus dem 12. Jahrhundert beruhen. Die nächste Erwähnung ist für 1129 belegt, als Adelbert de Ohenrichestorf als Zeuge erwähnt wurde.
Der Ort war 1231 vom Herzog Otto von Meran dem Kloster Banz geschenkt worden. 1801 gehörte die Zent dem Hochstift Bamberg, die Dorfs-, Gemeinde-, Lehen- und Vogteiherrschaft dem Kloster Banz. Die Einwohner waren nach Altenbanz eingepfarrt. Der Ort hatte ein Gemeindehirtenhaus mit einem Turm, Glocke und Uhr versehen und eine Gemeindeschmiede. Außerdem umfasste er das mit Haus und Stadel bebaute Fahrtgut, ein Hof an den das Fährrecht gebunden war, mit Brau- und Schenkgerechtigkeit sowie Fischrecht im Main, zwei Güter mit zwei Häusern und einem Stadel, acht andere mit Haus und Stadel bebaute Güter, sechs mit Haus und Stadel bebaute Sölden und sieben Tropfhäuser.
1816 wurde auf Veranlassung von Wilhelm in Bayern, dem neuen Eigentümer von Kloster Banz, als Ersatz für die Fähre eine Mainbrücke zur Verbindung mit Staffelstein errichtet. 1862 erfolgte die Eingliederung Unnersdorfs in das neu geschaffene bayerische Bezirksamt Staffelstein.
1871 hatte Unnersdorf 248 Einwohner, 120 Gebäude, von denen 42 Wohnhäuser waren, und eine eigene Schule. Die katholische Kirche stand im zwei Kilometer entfernten Kloster Banz. 1900 umfasste die Landgemeinde Unnersdorf eine Fläche von 360,83 Hektar, 214 Einwohner, von denen 204 katholisch waren, und 43 Wohngebäude. Die zuständige evangelische Pfarrei befand sich im 4,1 Kilometer entfernten Herreth. 1925 lebten 177 Personen in 41 Wohngebäuden, 1950 waren es 257 Einwohner und 43 Wohngebäude. Im Jahr 1970 zählte der Ort 234 Einwohner und 1987 262 Einwohner sowie 65 Wohngebäude.
Am 1. Juli 1972 schloss sich Unnersdorf mit den Nachbargemeinden Altenbanz, Stadel, Nedensdorf und Teilen Weingartens zur neuen Gemeinde Banz zusammen, die am 1978 aufgelöst und in die Stadt Staffelstein eingegliedert wurde. Seitdem ist Unnersdorf ein Stadtteil Staffelsteins.
Am 1. Juli 1972 wurden der Landkreis Staffelstein aufgelöst und Unnersdorf in den Landkreis Lichtenfels eingegliedert.

## Sehenswürdigkeiten
In der Bayerischen Denkmalliste sind für Unnersdorf sieben Baudenkmäler aufgeführt.